# Pye Engström
Pye Ester Agneta Engström, född Nanneson 8 juni 1928 i Djursholm i Danderyds församling, är en svensk skulptör.
Pye Engström är dotter till Ludvig Nanneson och gifte sig 1951 med Clas Engström. Hon studerade på Konstfack 1945–1948, vid Kungliga Konsthögskolan i Stockholm för Stig Blomberg 1948–1953 och på Det Kongelige Danske Kunstakademi i Köpenhamn. Hon har gjort sig känd för skulpturer i sten, bland annat lokal gotländsk kalksten. Hon bor i Rute på Gotland. 

## Offentliga verk i urval
- Embryo, granit, 1956, Statens centrala frökontrollanstalt i Solna
- Stenålderskvinna, granit, 1956, Brännkyrka gymnasium i Stockholm
- Finn, kalksten, 1963, parkleken mot Gyllenstiernsgatan, Gustav Adolfsparken i Stockholm
- Den glada draken, betong, 1964, Torsviks skola, Lidingö
- Fårhjord, granit och brons, 1967, Järfälla
- Grottmormor med unge, lekskulptur i betong med glasinslag, 1966-69, Polhemsgatan, Stockholm
- Var god vidrör, koppar, 1969, Älvsjö i Stockholm
- Tantstol och farbrorbänk, kalksten, 1971, Ekeskolan för synskadade barn, Örebro
- Efter badet, kalksten, 1971-76, utanför Västertorpsbadet i Västertorp, Stockholm
- Familjen, brons, 1973, Mälartorget i Stockholm
- Häst och vagn, granit och trä, 1973, Västerås
- Vad vet datan om människor, kalksten, 1977, Polishuset i Visby
- Granitskulpturer, 1979, vid Livsmedelsverket, Uppsala
- Vår enighets fana, granit och guld, 1977-85, Skvallertorget i Norrköping
- Grundlagen, granit, 1986 utanför Förvaltningsrätten i Malmö
- Frukost i det gröna, gotländsk granit, 1987, Birgittaskolan, Klostergatan i Linköping
- Utsträckta händer, granit, 1991, minnesmärke över Olof Palme i Almedalen i Visby
- Förr och nu, granit, 1991, utanför kommunalhuset i Bålsta
- Fåglarna i Handen, granit, 1998, Eskilsparken i Handen, Haninge kommun
- Fredens rike, granit, 1992, utanför biblioteket i Flemingsberg i Huddinge
- Magi och vetenskap, granit, guld och halvädelstenar, 1997, utanför entrén till Visby lasarettet
- En dröm, granit och trä, 1997, Karolinska Universitetssjukhuset i Solna
- Gaia, granit, Orrtorget i Sollefteå
- Grottan, granit, utanför Gotlands konstmuseum
- Drakguldet, utanför Visby konsthall
- Resan till Cythere, röd granit, utanför Visby konsthall
- Rauken Granit/Kalksten. Uppförd 1995 i Kiruna City

Engström är representerad vid bland annat Kalmar konstmuseum.

## Bildgalleri

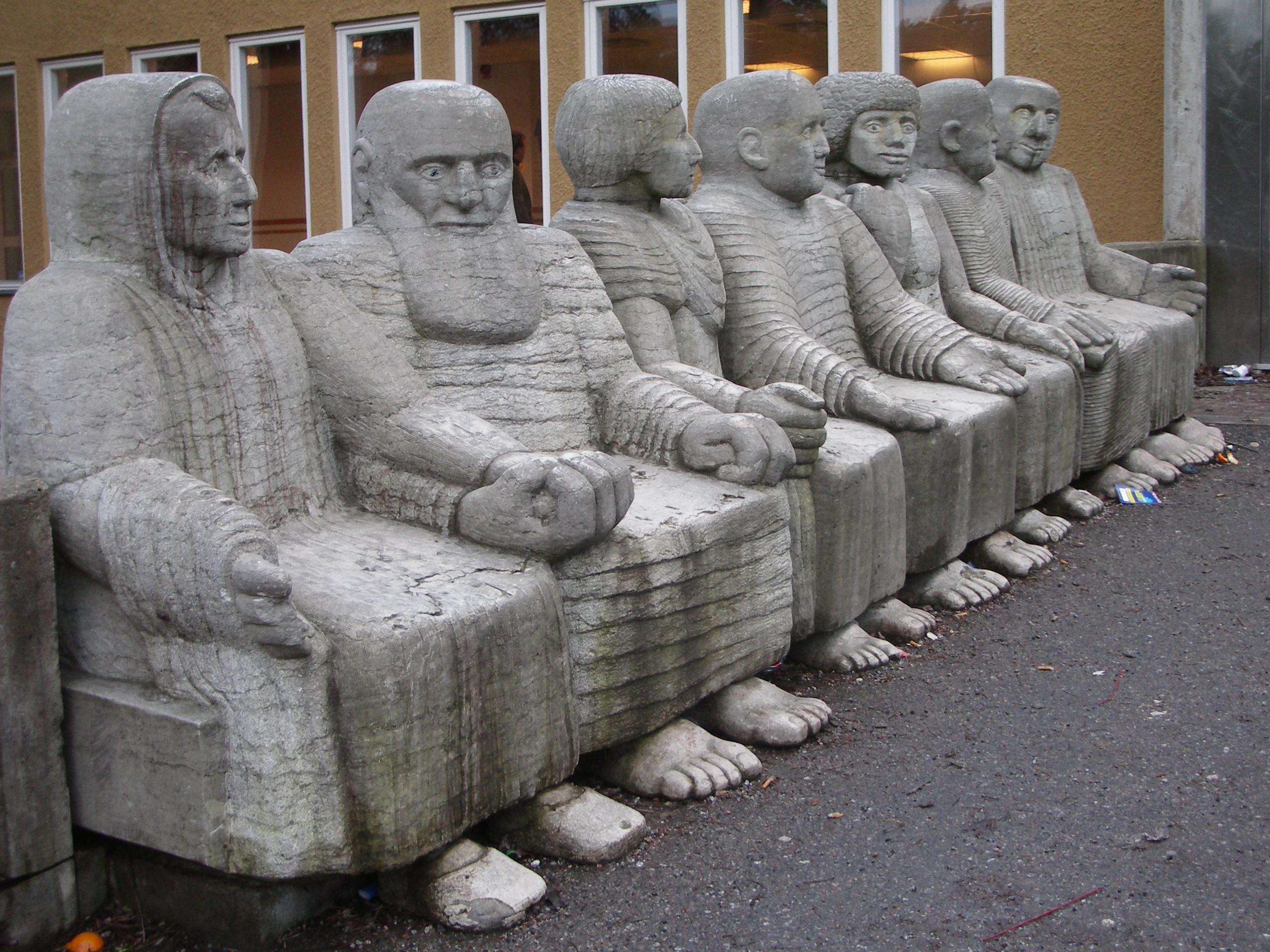
Elise Ottesen Jensen (1:a f. v.) är en av de betydande personer som avbildas i Efter badet utanför Västertorpsbadet i Stockholm.
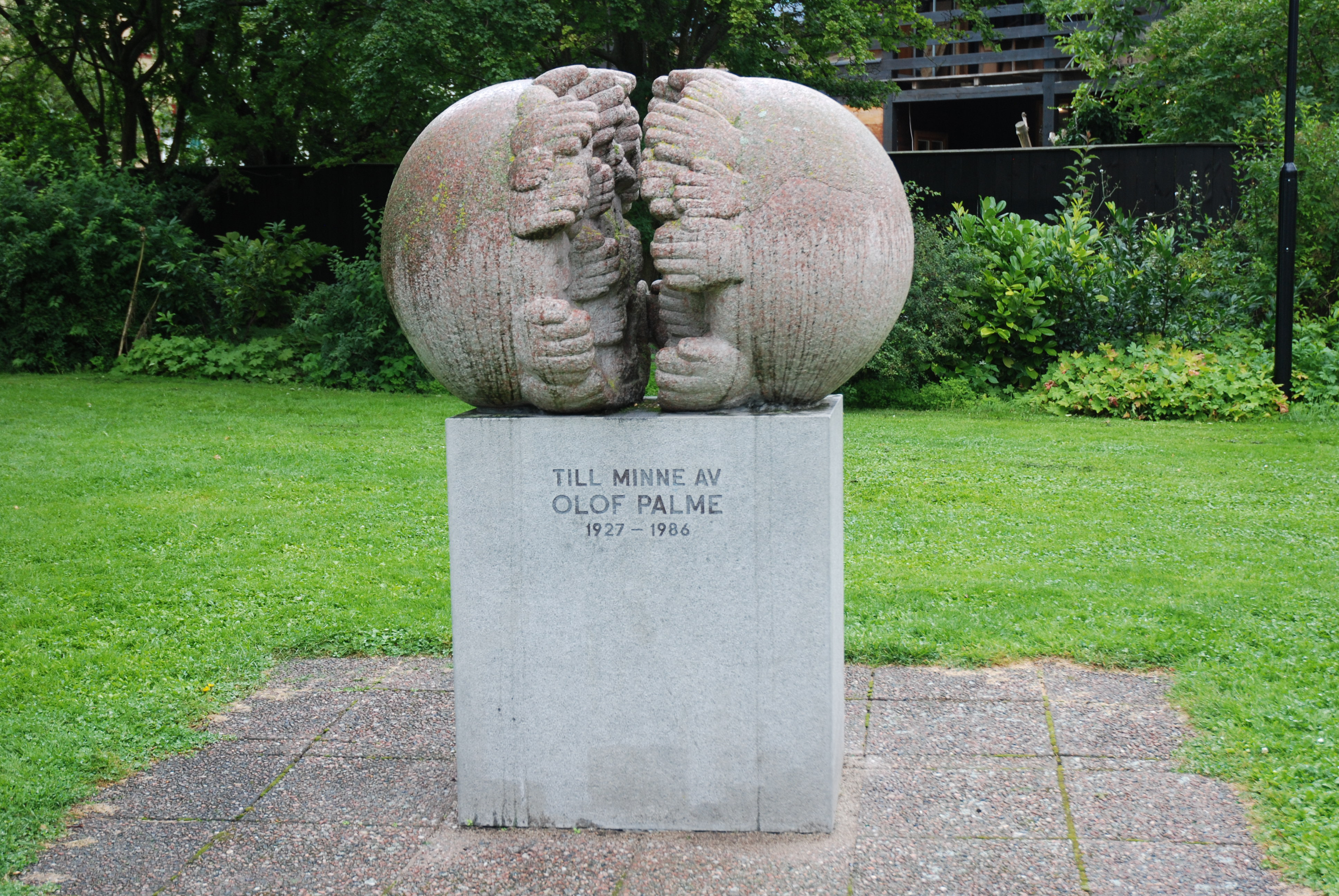
Utsträckta händer, monument över Olof Palme, Almedalen i Visby
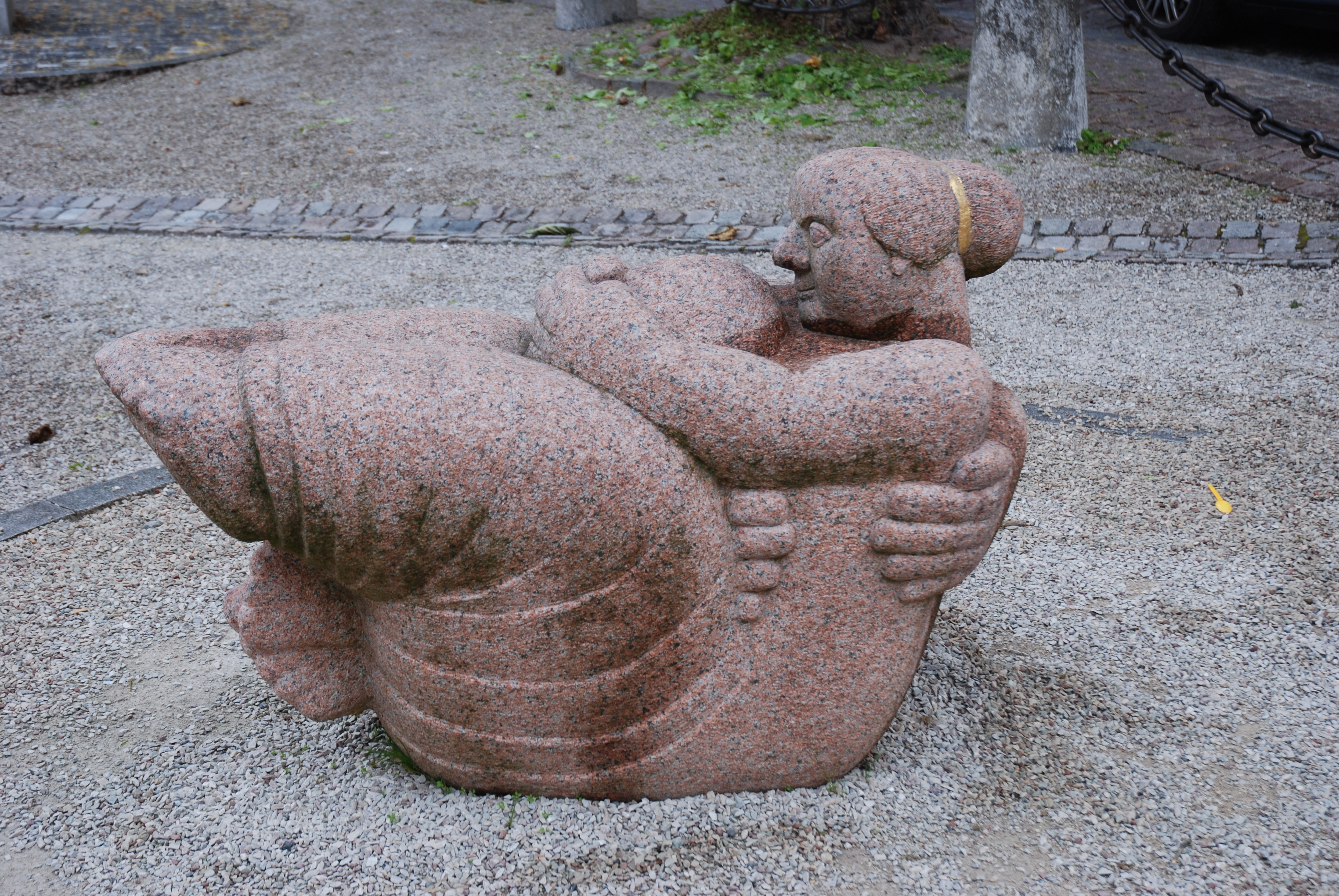
Resan till Cytere, Gotlands konstmuseum
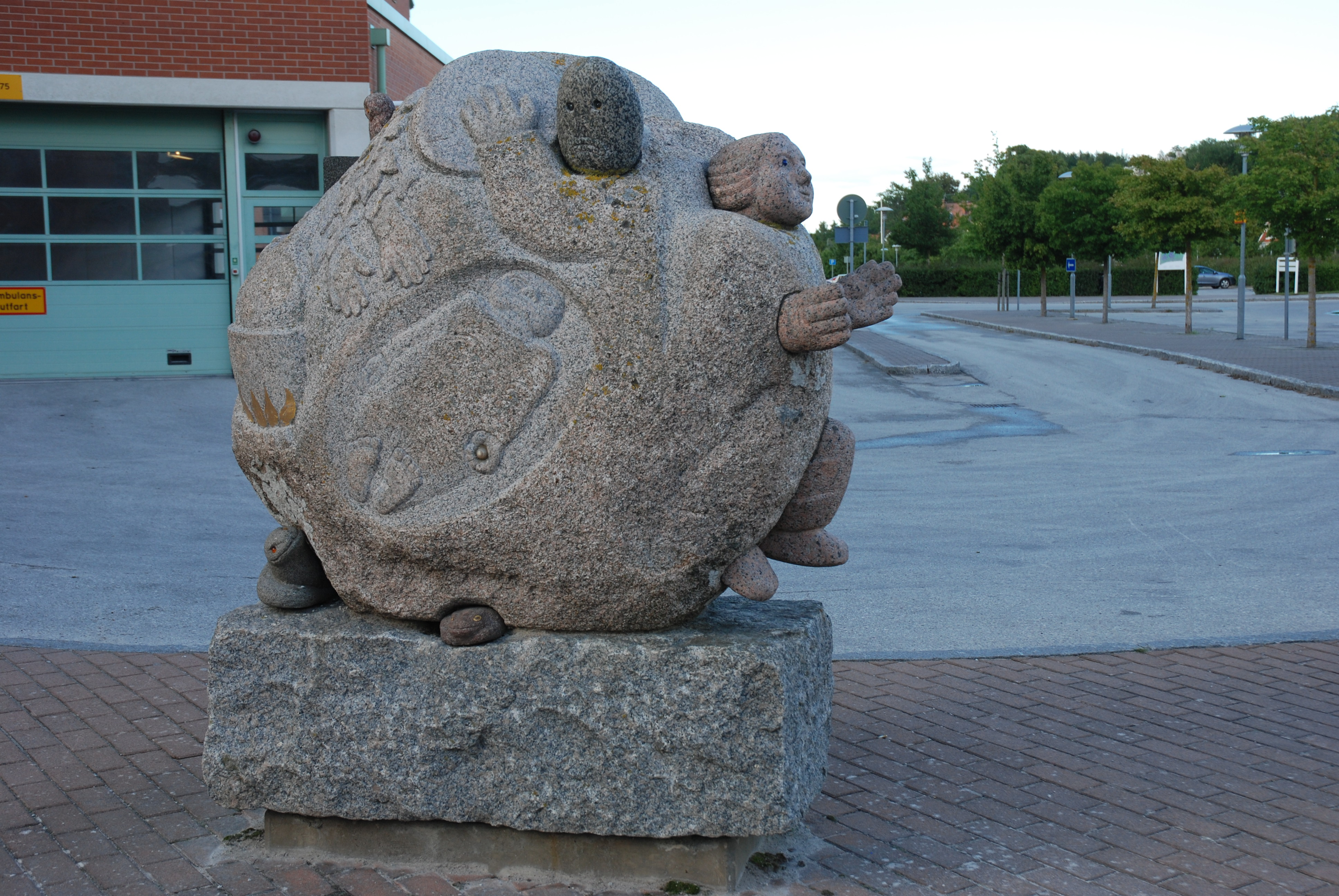
Magi och vetenskap, utanför Visby lasarett
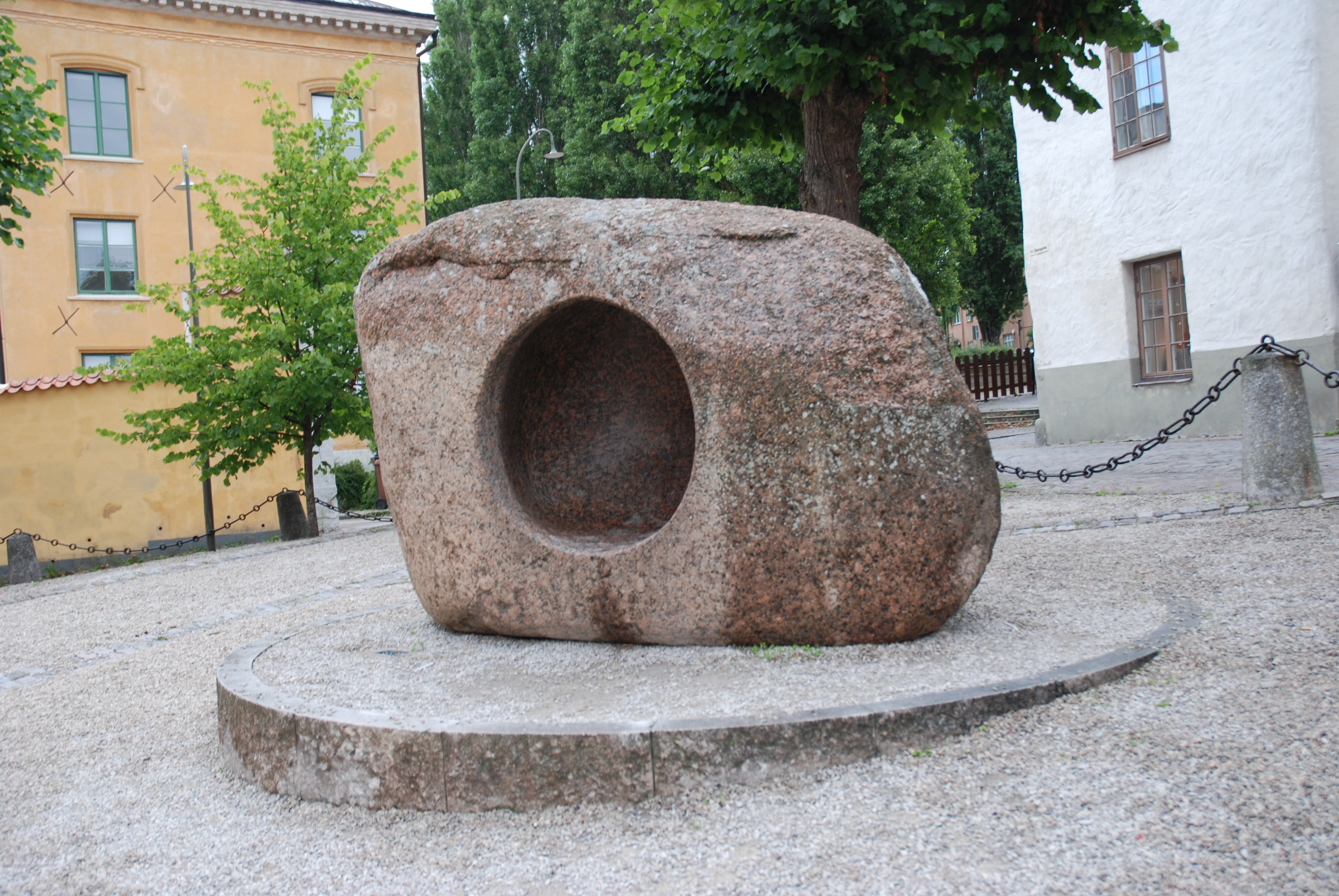
Grottan, utanför Gotlands konstmuseum
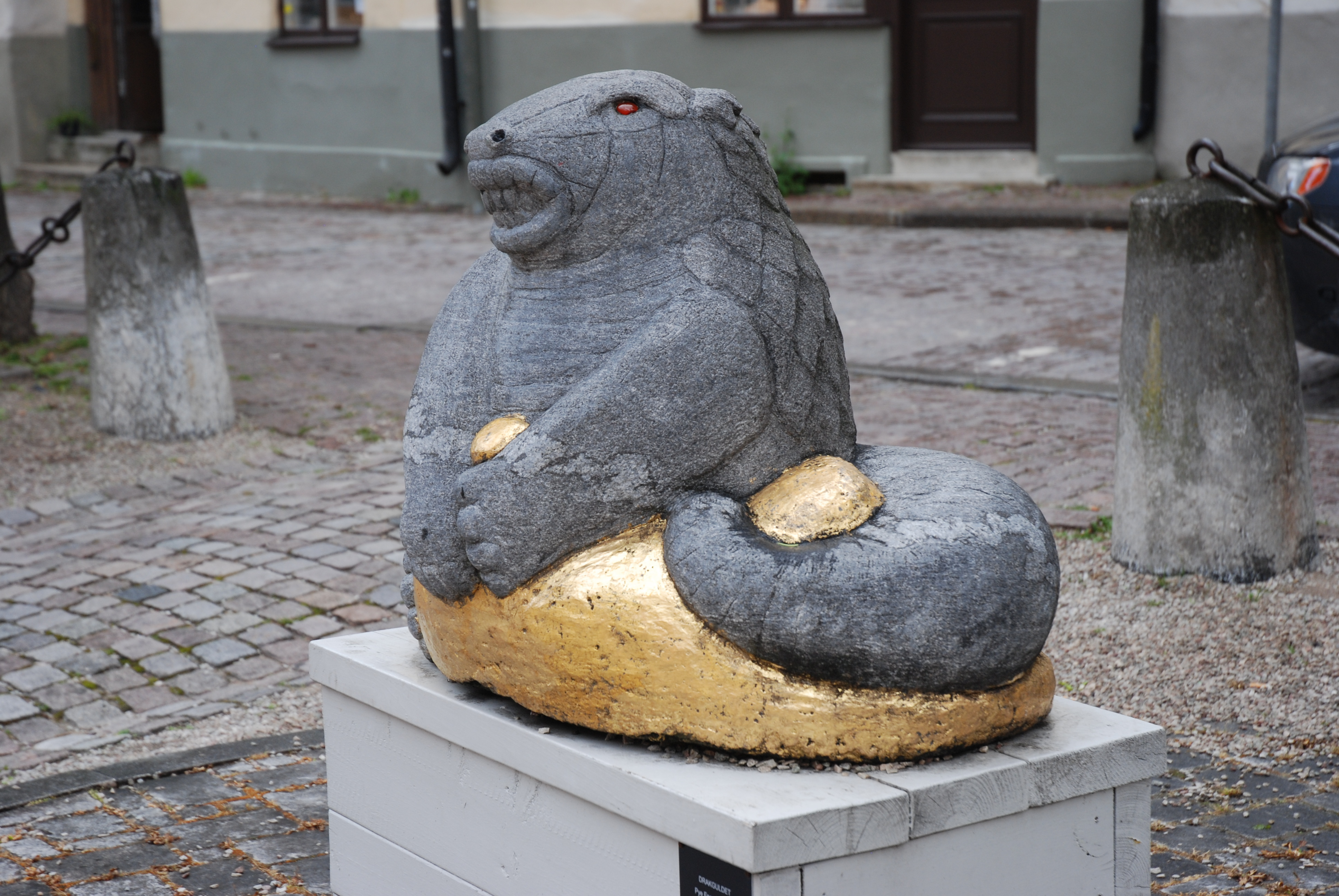
Drakguldet, utanför Gotlands konstmuseum
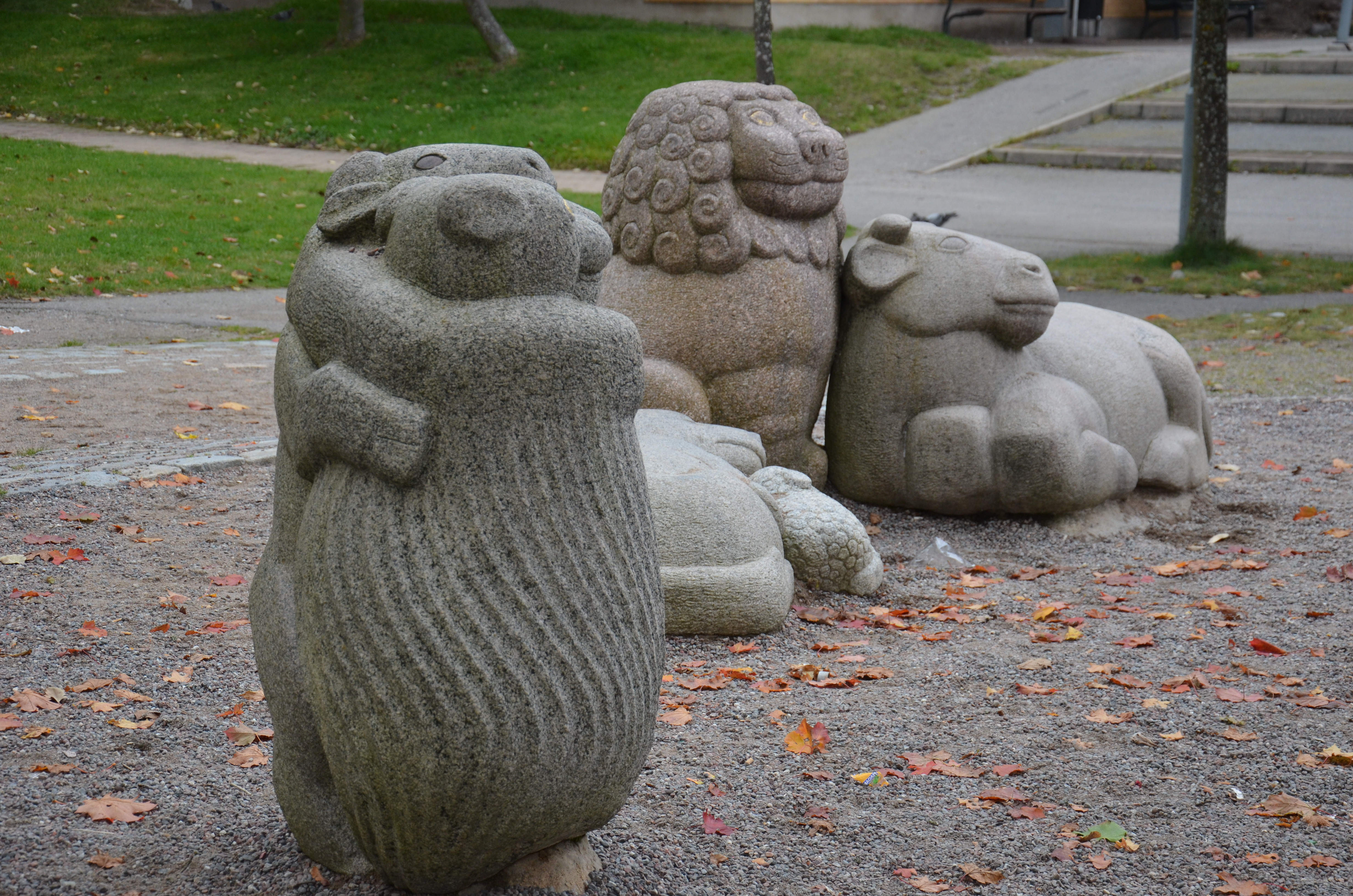
Fredens rike, utanför biblioteket i Flemingsberg
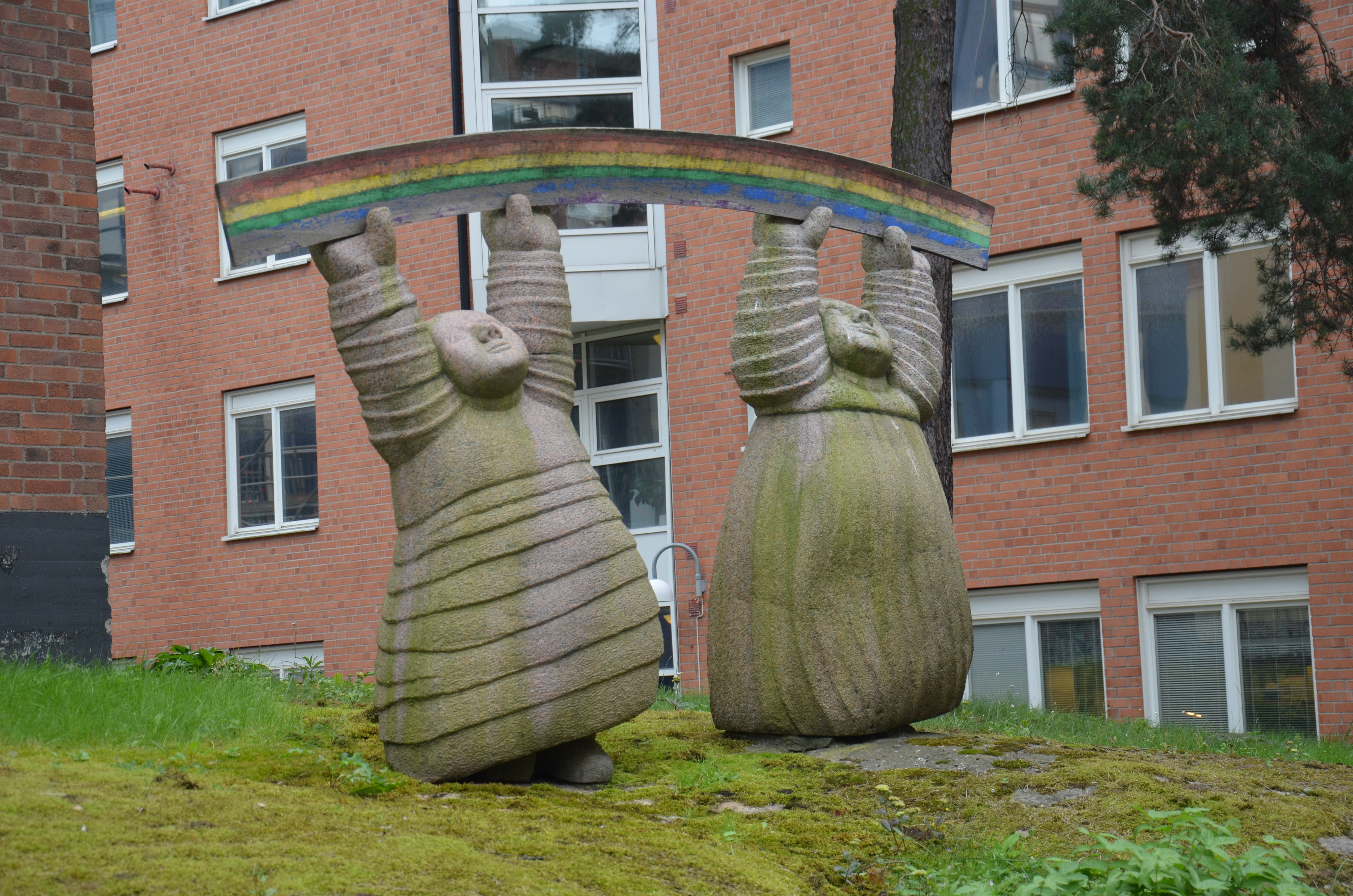
En dröm, Karolinska Universitetssjukhuset i Solna
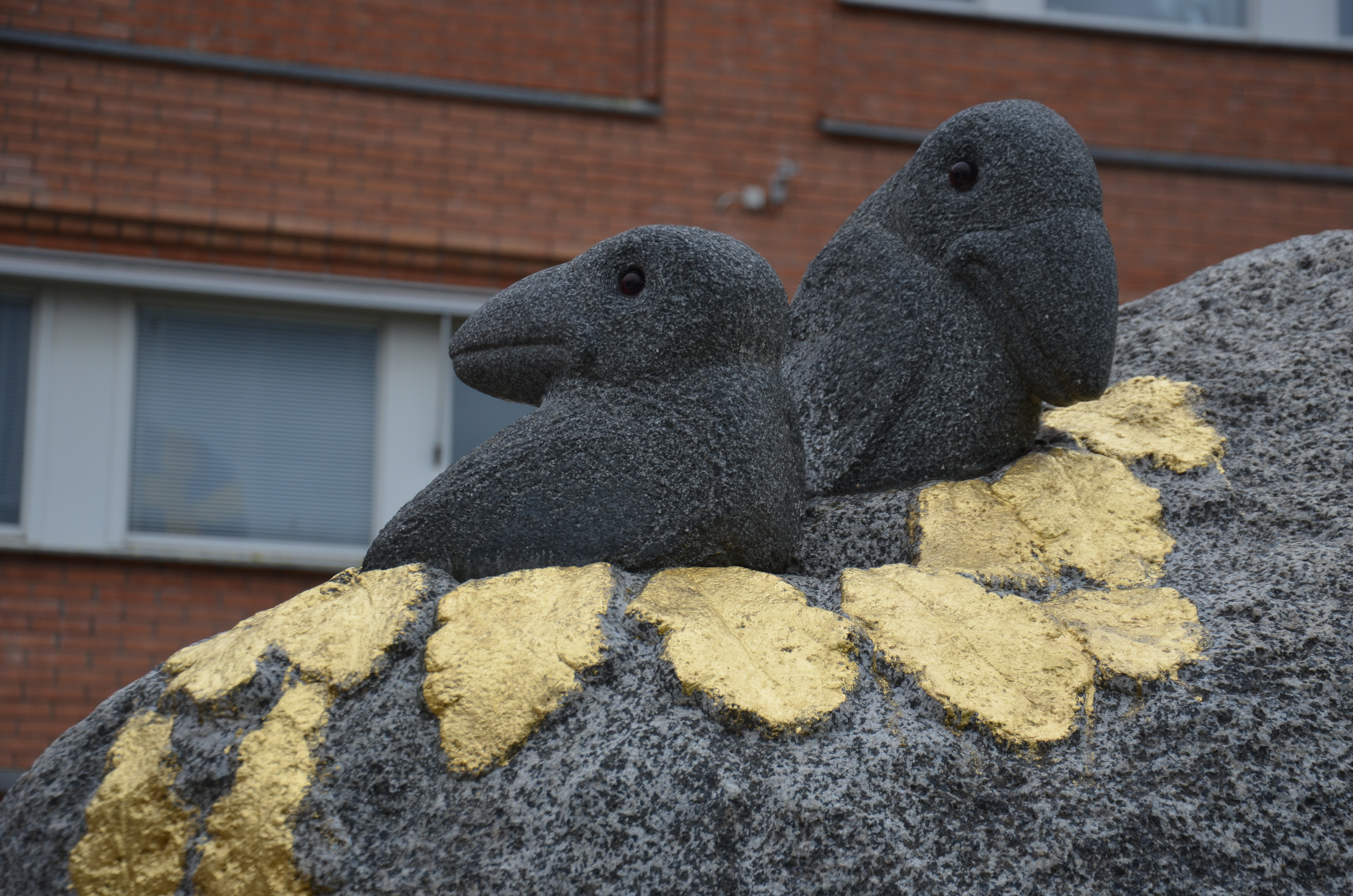
detalj från Förr och nu i Bålsta
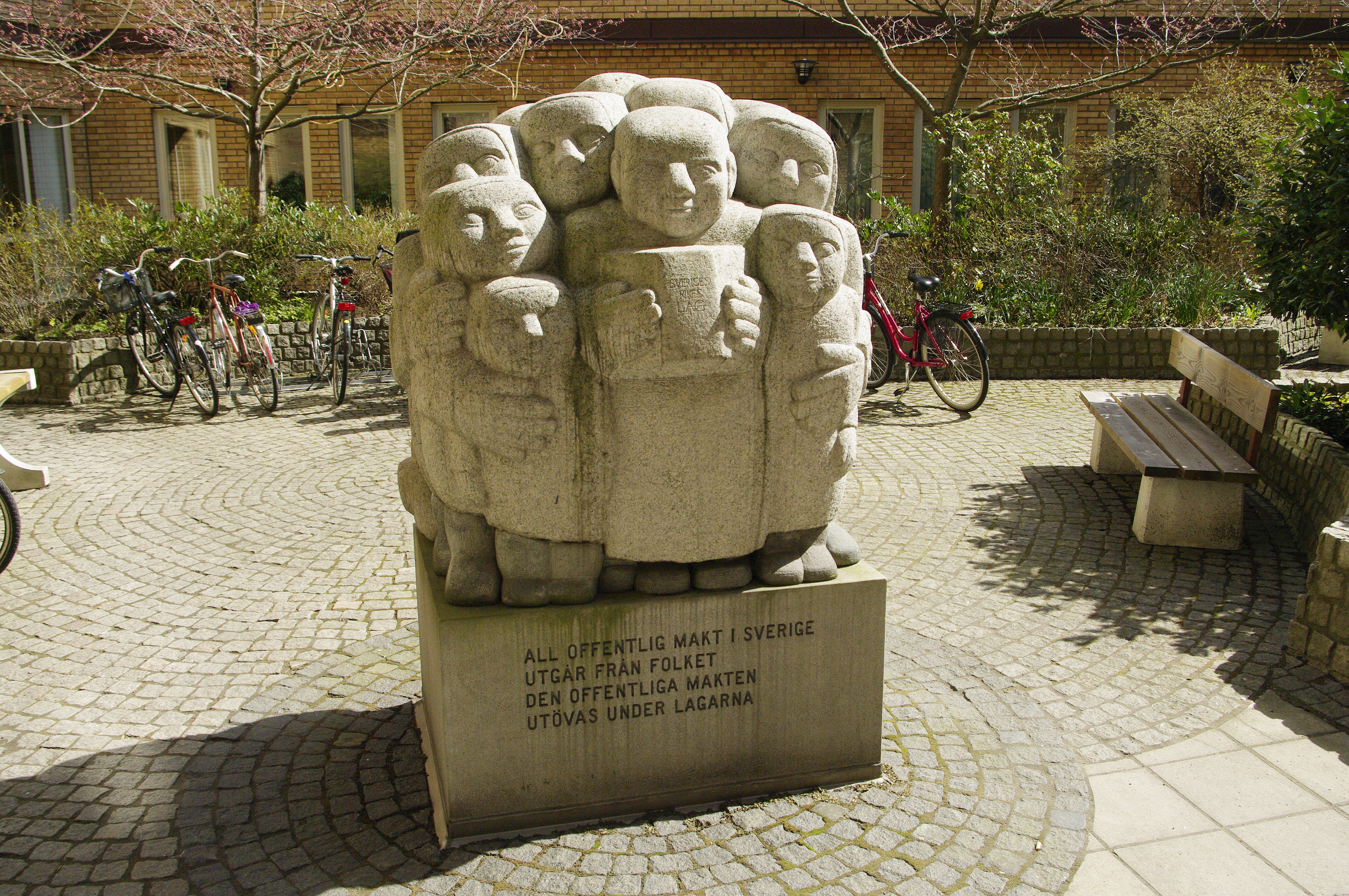
Grundlagen utanför Förvaltningsrätten i Malmö